# Roznov
Roznov is een stad (oraș) in het Roemeense district Neamț. De stad telt 8726 inwoners (2002).
Steden met gemeentestatus: Piatra Neamț · Roman

Steden zonder gemeentestatus: Bicaz · Roznov · Târgu Neamț